# Sobór w Konstancji
Sobór w Konstancji – sobór powszechny Kościoła katolickiego, którego głównym celem było zakończenie wielkiej schizmy zachodniej zwołany przez pizańskiego antypapieża Jana (XXIII) (później potwierdzony przez papieża Grzegorza XII) na wezwanie Zygmunta Luksemburskiego (wówczas elektora brandenburskiego, króla węgierskiego i niemieckiego, późniejszego cesarza rzymskiego), trwający od 16 listopada 1414 do 22 kwietnia 1418 w Konstancji. Kościół katolicki uznaje formalnie tylko te posiedzenia soborowe, które odbyły się po zatwierdzeniu soboru przez Grzegorza XII. Poprzednie posiedzenia pod przewodnictwem Zygmunta Luksemburskiego i antypapieża Jana XXIII nie są uznawane przez Kościół.

## Uczestnicy
Według kroniki Ulricha von Richentala w obradach soboru brało udział: 33 kardynałów, 5 patriarchów, 47 arcybiskupów, 145 biskupów, 93 biskupów tytularnych, 217 doktorów teologii, 361 doktorów prawa cywilnego i kanonicznego, 171 doktorów medycyny, wielka liczba magistrów reprezentujących 37 uniwersytetów, posłańcy reprezentujący 83 królów i książąt, 38 książąt, 173 hrabiów, 71 baronów, ponad 1500 rycerzy, 142 pisarzy bulli. Dostarczeniem niezbędnych produktów, usług i rozrywek zajmowało się: 48 złotników wraz z pomocnikami, 170 kupców z pachołkami, 147 szewców z pachołkami, 86 kuśnierzy z pracownikami, 89 kowali z pachołkami, 260 piekarzy z pomocnikami, 75 szynkarzy ze służbą, 72 bankierów z Florencji i innych stron wymieniających pieniądze, 45 lekarzy z pomocnikami, 336 łaziebnych i felczerów, 516 trębaczy, muzykantów i kuglarzy (Richental doliczył się ich 1700) i 718 prostytutek.

## Tło historyczne
Gdy sobór był zwoływany, istnieli trzej – uważający się za prawowitych – papieże: Benedykt XIII (obediencja awiniońska), Grzegorz XII (obediencja rzymska) i Jan XXIII (obediencja pizańska). Kilka lat wcześniej (w 1409) zdecydowana większość biskupów na soborze w Pizie zakwestionowała prawa do tronu piotrowego papieży rzymskiego i awiniońskiego, wybierając trzeciego papieża – Jana XXIII – tworząc obediencję pizańską, twierdząc przy tym, że rada biskupia ma większe prawa niż tylko jeden biskup, nawet jeśli jest biskupem Rzymu. Niestety w wyniku tego schizma nasiliła się, gdyż zamiast dwóch, urzędowało trzech papieży.
Z poparciem Zygmunta Luksemburskiego, sobór w Konstancji sugerował wszystkim trzem papieżom abdykację i opowiadał się za wyborem nowego – następnego. W związku z ciągłą obecnością Zygmunta Luksemburskiego inni władcy żądali prawa do głosu w sprawie wyboru. Większość czasu trwania soboru zajęły więc swary na tle politycznym – bardziej usiłowano ułagodzić świeckich władców niż rzeczywiście podjąć reformę Kościoła i jego hierarchii.
Nowością podczas soboru było, że zamiast głosować indywidualnie, biskupi głosowali w blokach narodowych. Stanowiło to odzwierciedlenie waśni leżących u podstawy schizmy drążącej Kościół.

## Wydarzenia

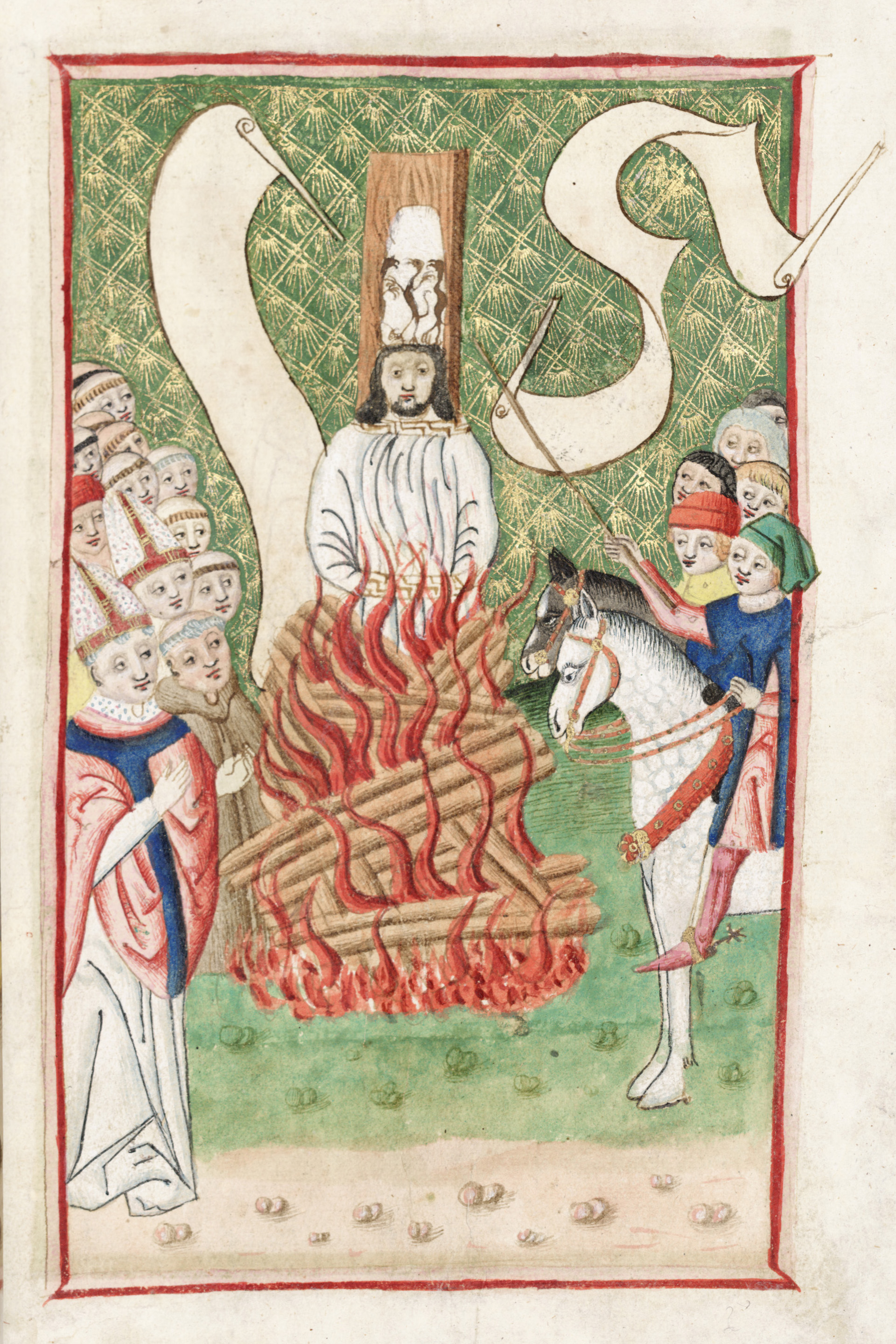
Jan Hus na stosie w Konstancji, 1415

- 2 marca 1415 Jan XXIII został nakłoniony do przeczytania na głos obietnicy dobrowolnej rezygnacji z tronu papieskiego oraz do powtórzenia tej obietnicy w bulli z 8 marca.
- 20 marca 1415 Jan XXIII uciekł z Konstancji do Schaffhausen, następnie do Fryburga Bryzgowijskiego. 29 marca, formalnie pozbawiony urzędu, podporządkował się soborowi.
- 6 kwietnia 1415 sobór opublikował podczas swojego szóstego posiedzenia dekret Haec sancta zobowiązujący papieża do posłuszeństwa (obedire tenetur in his), ponieważ sobór jest zgromadzony w Duchu Świętym (in Spiritu sancto legitime congregata). Dekretu tego nigdy nie zaakceptował Kościół katolicki, jako że nie został zaakceptowany przez Grzegorza XII (do dziś oficjalnie uznawanego przez Kościół katolicki za prawowitego papieża), a wydano go, zanim Grzegorz XII formalnie zatwierdził zwołany już sobór (zob. koncyliaryzm).
- 4 lipca 1415 pełnomocni papiescy, delegaci, książę Karol I Malatesta i kardynał Jan Dominici, przeczytali zgromadzonym dokument Grzegorza XII, zwołujący sobór i zatwierdzający z góry jego decyzje. Po akceptacji dokumentu zebrani zagłosowali za bezzwłoczną abdykacją papieża Grzegorza XII, a pełnomocni delegaci zatwierdzili ją, przekazując stosowne dokumenty. Dla Grzegorza XII utworzono tytularną diecezję Porto-Santa Rufina, czyniąc go jej kardynałem o statusie ustępującym jedynie papieżowi – jednak w chwili wyboru nowego papieża Grzegorz już nie żył.
- 27 lipca 1417 Benedykt XIII wciąż odmawiający zrzeczenia się tytułu został ogłoszony schizmatykiem i ekskomunikowany. Pierwszy cel, jakim było przełamanie schizmy, został osiągnięty.
- Ostatecznie schizmę zakończył 11 listopada 1417 wybór papieża Marcina V. Było to jedyne w historii konklawe na północ od Alp.

## Sobór przeciw herezji

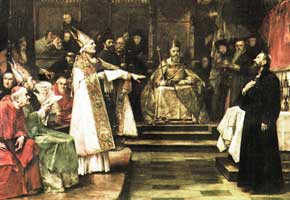
Jan Hus podczas soboru w Konstancji na obrazie Václava Brožíka

Drugim celem soboru było kontynuowanie reform rozpoczętych podczas soboru w Pizie. Reformy te były skierowane przede wszystkim przeciwko Johnowi Wyclifowi (wyklętemu na ósmej sesji 4 maja 1415), Janowi Husowi i ich następcom. Jan Hus pomimo listu żelaznego wydanego przez Zygmunta Luksemburskiego został podczas soboru skazany, a następnie spalony na stosie 6 lipca 1415.

## Sobór w Konstancji a sprawa polska
Jan Falkenberg, Niemiec pochodzący z Gdańska, przebywający w krakowskim klasztorze Św. Trójcy krakowski teolog – dominikanin, działający w interesie Krzyżaków wykładowca Akademii Krakowskiej, przekazał uczestnikom swoje dziełko Tractatus doctoris cuiusdam de Prutenis contra Polonos et paganos de potestate papae et imperatoris respectu infidelium (Satyra na herezje i inne nikczemności Polaków oraz ich króla Jagiełły). Oskarżał w nim Polskę o „nikczemne przestępstwo” korzystania ze wsparcia wojskowego pogan w wojnie prowadzonej z Zakonem. Argumentował, że wolno zabijać pogan tylko dlatego, że są poganami – natomiast Polaków tym bardziej, bo z poganami się sprzymierzają. Według Falkenberga Polacy powinni być eksterminowani, pozbawieni suwerenności i sprowadzeni do roli niewolników. Próby uzyskania oficjalnego potępienia broszury ponawiane były aż do końca soboru.
W trakcie soboru pod dyskusję poddawano również tematy polityczne, m.in. zarzut zakonu krzyżackiego, jakoby Polska miała bronić pogan. Paweł Włodkowic, ówczesny rektor krakowskiej akademii, zaprezentował pogląd, że wszystkie narodowości, nie wyłączając pogańskich, mają prawo do samorządności i życia w pokoju na ziemiach, które są ich własnością – jest to jedna z najwcześniejszych fundamentalnych myśli prawa międzynarodowego. Podnoszono też inne ważkie i rewolucyjnie brzmiące postulaty:
- społeczności mają prawo opowiadać się, do jakiego narodu należą,
- ludzie mają prawo decydowania o własnej przyszłości i do obrony swego narodu,
- władcy zobowiązani są szanować indywidualne przekonania religijne swoich poddanych, a poddani nie mogą być rugowani ze swoich praw w związku z wyznawaną wiarą,
- nawracanie przy użyciu przymusu i siły nie jest ważne, jest grzeszne i godne potępienia,
- nie wolno używać nawracania jako usprawiedliwienia wojny,
- utrzymanie pokoju wymaga istnienia międzynarodowego trybunału rozsądzającego wynikłe spory – żadnemu władcy, nawet cesarzowi czy papieżowi, nie wolno wypowiedzieć wojny bez poddania się takiemu procesowi,
- reguły wojny sprawiedliwej mają zastosowanie zawsze i są wiążące – niezależnie czy państwo, naród lub ludzie, wobec których jest prowadzona, są chrześcijanami, czy nie są,
- narody niechrześcijańskie i niekatolickie żyjące z sąsiadami w pokoju mają zapewnione prawa do suwerenności i nienaruszalności terytorium,
- ani cesarz ani papież nie może przeczyć regułom prawa naturalnego,
- Polska była związana z cesarzem, tylko gdy ten występował jako obrońca wiary,
- prawo silniejszego przeżera stosunki międzynarodowe jak rak,
- egzekwując swe prawo do samoobrony, kraj katolicki może wspierać swe siły niekatolikami i niechrześcijanami.

Paweł Włodkowic i cała delegacja polska (poza Mikołajem Trąbą) publicznie wystąpiła w obronie Jana Husa. Trąba wstąpił do antypolskiej koalicji w nadziei uzyskania godności papieskiej. Jego kandydatura została oficjalnie zgłoszona, jednak papieżem wybrano kandydata Francuzów, Włocha Oddona Colonnę (Marcin V). Mikołaj Trąba został nominowany przez papieża Primas Regni – pierwszym prymasem Polski.
Marcin V unieważnił korzystne dla Polski bulle Jana XXIII i potwierdził zakonowi krzyżackiemu wszystkie poprzednio uzyskane przywileje (również te fałszywe). 4 maja 1418 niewpuszczeni do pałacu papieskiego Polacy dostali się do niego siłą, wyłamując bramę. 9 maja Zawisza Czarny z Garbowa i Janusz z Tuliszkowa w obecności papieża oświadczyli, że czci króla polskiego będą bronić „gębą i ręką” i uzyskali od Marcina V potępienie traktatu Falkenberga. Na oficjalną bullę papieską trzeba było jednak czekać do 10 stycznia 1424.
13 maja komisja trzech kardynałów, wyznaczonych przez papieża, wydała ostatecznie orzeczenie w sprawie oszczerstw Falkenberga. Jego pismo zostało potępione i, zgodnie z wcześniejszym werdyktem soborowej komisji wiary, uznane za błędne, gorszące, podburzające, okrutne, krzywdzące i bezwstydne. Inkryminowany traktat miał zostać haniebnie zniszczony, to jest podarty i podeptany, pod groźbą klątwy nie wolno go było pochwalać, bronić, ani nawet podtrzymywać. Marcin V wystawił bullę nadającą Władysławowi Jagielle i Witoldowi uprawnienia wikariuszy apostolskich na wschód Europy.

## Jan Paweł II a Sobór w Konstancji
5 października 1995 roku, na uroczystej sesji Organizacji Narodów Zjednoczonych, z okazji jej 50 lecia Jan Paweł II przywołał dokonania soboru i stwierdził, iż „jeśli pragniemy, aby wiek przymusu ustąpił wiekowi perswazji, musimy się nauczyć rozmawiać [...] językiem zrozumiałym dla wszystkich”, językiem „powszechności ludzkich praw”. Przypomniał, że należy wrócić do refleksji etyczno-prawnej, jaką podczas soboru w Konstancji zapoczątkowali przedstawiciele Uniwersytetu Krakowskiego z Pawłem Włodkowicem na czele, którzy „odważnie bronili prawa pewnych narodów europejskich do istnienia i autonomii”. I w tym świetle wskazał różnicę „między szaleńczym nacjonalizmem, głoszącym pogardę dla innych narodów i kultur, a patriotyzmem, który jest godziwą miłością własnej ojczyzny”.